# Maison des Trois Marchands
« Maison de la Sirène (Avranches) » redirige ici. Ne pas confondre avec Maison de la Sirène (Collonges-la-Rouge).
La maison de la Sirène, appelée également auberge des Trois Marchands ou enfin immeuble Chesnel, du nom de Virginie Chesnel, femme ayant occupé cette maison d'environ 1906 à 1963, est la dernière maison à pans de bois du XVe siècle située à Avranches dans le département français de la Manche en Normandie.
L'existence de la place du Marché, attestée depuis le XIIe siècle dans les archives, abrite la maison à pans de bois dont l'emplacement est possédé par les chanoines prémontrés de l’abbaye de La Lucerne à La Lucerne-d'Outremer, qui de là organisent le commerce sur la place. Au Moyen Âge, les revenus des emplacements alloués aux marchands sont donnés par Hasculphe de Subligny, un seigneur de l’Avranchin, à ces chanoines. Il semblerait qu’à la Révolution, la maison ait été vendue comme bien national. C’est à cette époque que les fenêtres du rez-de-chaussée, de style Directoire toujours existantes auraient été changées et que, lié aux autres maisons faisant face à la place du marché. Le bâtiment appelé Auberge des Trois Marchands dont le premier témoignage se situe sur le recensement de 1881, est en réalité le bâtiment voisin, sur la Place du Marché, aujourd'hui le bar N°1.

## Localisation
La maison est située place du Marché, à l'angle de la rue Boudrie et dans le prolongement de la rue des Chapeliers.

## Historique
La maison date de la fin du XVe siècle ou du début du XVIe siècle.
La maison a été achetée par la mairie d'Avranches à Mademoiselle Lemaistre dès 1883 pour être détruite afin d'agrandir la place du Marché. Pendant presque cent ans, plusieurs projets de destruction se succèderont sans toutefois aboutir pour des raisons locatives, financières, techniques ou administratives. La maison sera définitivement sauvée de la destruction par l'abbé Marcel Lelégard dans les années 1970, considérant sur le modèle de Dinard, la nécessité de sauver l'un des dernier témoignage architectural du Moyen Âge et que l'édifice avait appartenu aux religieux de l'abbaye de La Lucerne. Elle est achetée à la Ville d'Avranches par l'architecte Jean Le Berre en 1972 qui effectue les premiers travaux de rénovations (toiture et façade) et est à l'origine de la construction de la lucarne sur le modèle de la lucarne à l'artichaut visible au Mont-Saint-Michel. À la suite du décès subit de Jean Le Berre, les travaux de rénovation sont poursuivis par Bernard et Véronique Des Robert, qui y installe une maison de l'Artisanat de 1984 aux années 2000. La maison est transformée en café-concert par Cyril Carbonne et Louise Walspeck en 2023 et retrouve à cette occasion son nom de jeune fille, dite de la Sirène. La maison fait l'objet d'un ambitieux plan de rénovation, en partenariat avec les services des monuments historiques, de l'UDAP et de la DRAC.[réf. nécessaire]

## Architecture
Les façades et les toitures sur rues sont inscrites au titre des monuments historiques par un arrêté du 7 décembre 1970.